# 산곡여자중학교
산곡여자중학교(山谷女子中學校)는 대한민국 인천광역시 부평구 산곡동에 있는 중학교이다.

## 학교 연혁
- 1990년 1월 30일 : 산곡여자중학교 설립인가(36학급)
- 1990년 3월 1일 : 초대 교장 고기현 부임
- 1993년 2월 16일 : 제1회 졸업식 (632명)
- 1995년 4월 1일 : 교실 현대화사업 추진
- 2023년 3월 2일 : 제34회 입학식(281명)
- 2024년 1월 5일 : 제32회 졸업식(300명, 누계 15,577명)
- 2024년 9월 1일 : 제14대 교장 문계래 부임

## 참고 자료
- 산곡여자중학교 - 한국교육학술정보원 학교알리미